# Araban
Araban là một huyện thuộc tỉnh Gaziantep, Thổ Nhĩ Kỳ. Huyện có diện tích 568 km² và dân số thời điểm năm 2007 là 31861 người, mật độ 56 người/km².